# The Economist Group

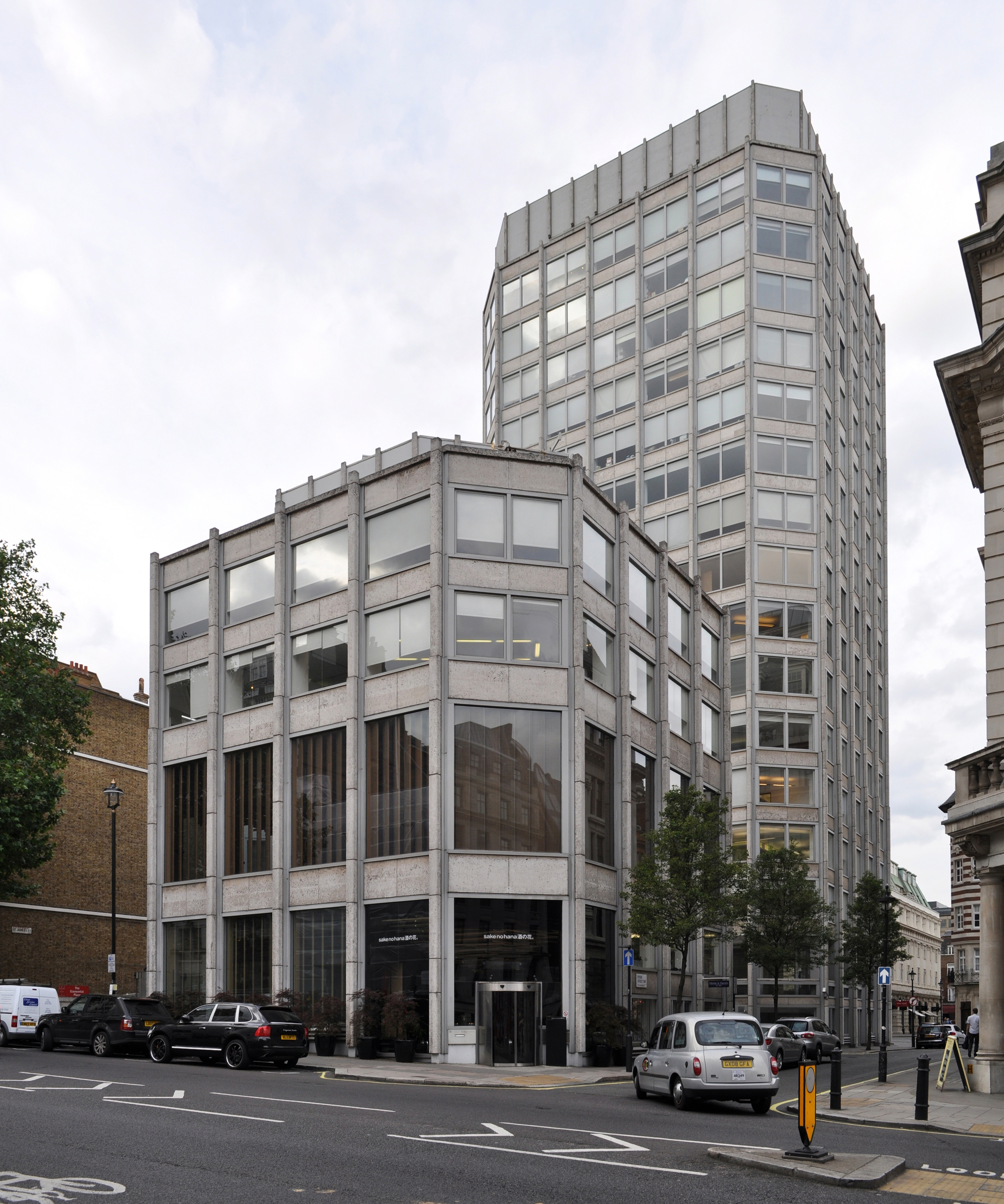
The Economist Building, London. Architekten: Peter und Alison Smithson.

The Economist Group ist ein in London ansässiger Verlag. Sein bekanntestes Produkt ist die traditionsreiche Wochenzeitung The Economist.

## Produkte
Zur Marke Economist gehören neben der namensgebenden Wochenzeitung auch Economist.com, Economist Intelligence Unit, Economist Events, Economist Corporate Nework und The World In. Seit Juli 2004 gehört außerdem ein Lifestylemagazin dazu, das zunächst „Intelligent Life“ hieß und seit 2016 alle zwei Monate unter dem Namen „1843“ erscheint.
Für politische Entscheidungsträger in den USA werden Roll Call und CQ herausgegeben. Als europäisches Pendant für die Entscheidungsträger in Brüssel wurde 1995 European Voice gegründet. Sie wurde 2013 verkauft und zur europäischen Ausgabe des Magazins Politico umgestaltet.
Außerdem gehören die Dienstleister EuroFinance, TVC und The Ideas People Channel zur Economist Group. 2005 erwirtschaftete die Gruppe einen Umsatz von £197 Millionen mit einem Gewinn von £23 Millionen. Die Einnahmen stammten etwa zur Hälfte aus Anzeigen und zur Hälfte aus allen anderen Einnahmequellen wie den Abonnements.

## Eigentümer
Haupteigentümer ist mit 43,4 % die Investmentgesellschaft Exor im Besitz der Familie Agnelli, die den Großteil ihrer Anteile im Oktober 2015 von der Verlagsgruppe Pearson gekauft hat.
Bis 2015 war die Economist-Gruppe mit Pearson plc. assoziiert. Das Pearson-Tochterunternehmen Financial Times besaß 50 % der Anteile, die anderen 50 % waren in der Hand verschiedener Personen. 2015 bestätigte Pearson Verkaufsverhandlungen mit den anderen Anteilhaltern. Im August 2015 teilte Pearson mit, dass sein Anteil an die Familie Agnelli und andere bisherige Mitgesellschafter für insgesamt 469 Mio. Pfund verkauft wurde.
Nach Angaben der Economist Group gibt es vier Typen von Anteilen, von denen niemand mehr als 50 % besitzen oder das Stimmrecht für mehr als 20 % ausüben darf. „Normale“ Anteile gehören der Firma Exor und Economist-Mitarbeitern (auch ehemaligen). „A“-Anteile gehören unter anderem den Familien Cadbury, Layton, Rothschild und Schroder, „B“-Anteile der Exor. Außerdem halten einige Treuhänder so genannte „trust shares“.